# Viaggio apostolico di Francesco in Bosnia ed Erzegovina 2015
Per il suo VII viaggio apostolico papa Francesco si è recato in Bosnia ed Erzegovina, visitando la capitale Sarajevo.
Si tratta della terza visita di un papa alla Bosnia, dopo le due visite di Giovanni Paolo II nel 1997 e nel 2003.

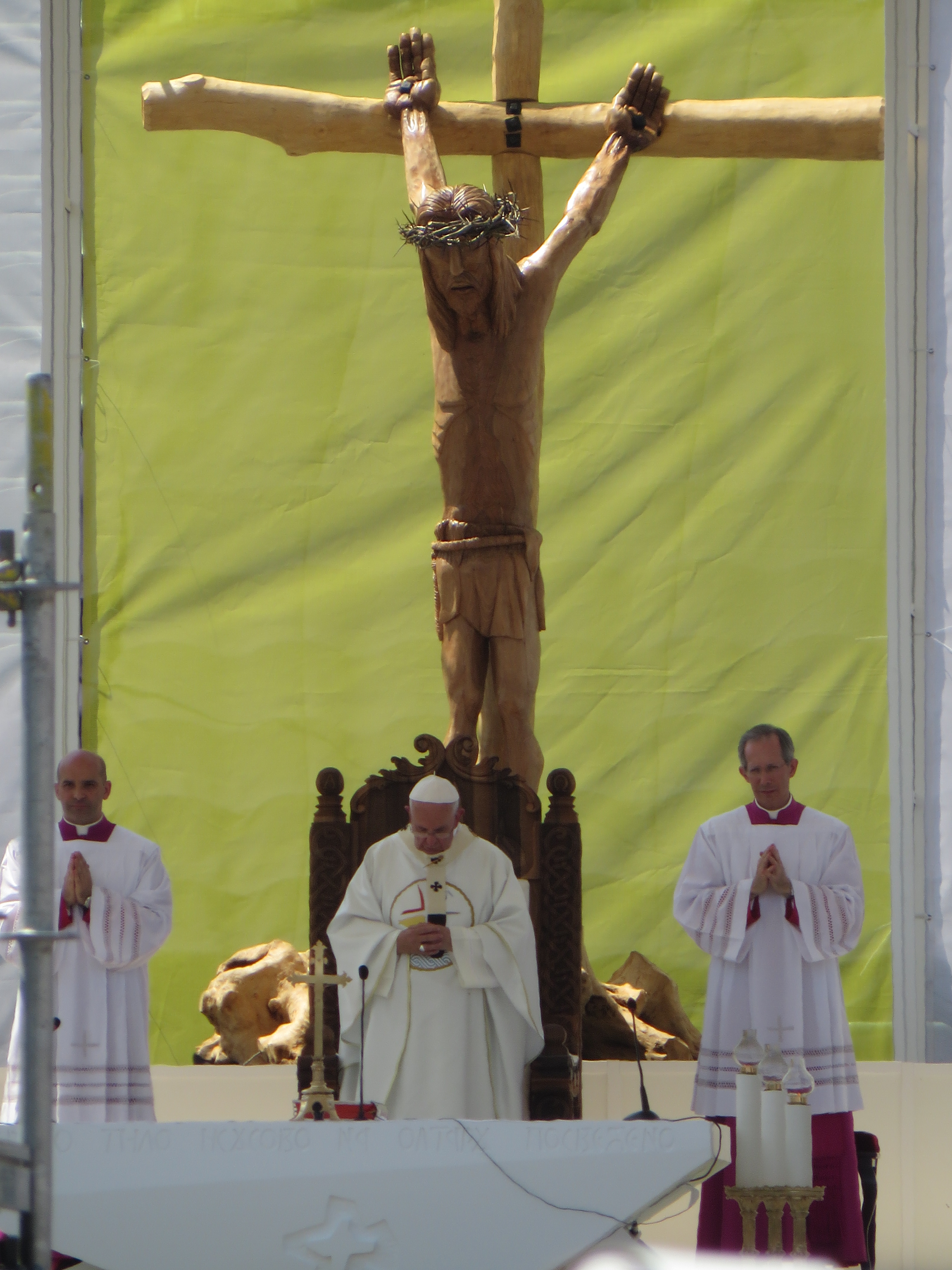
Papa Francesco celebra la Messa a Sarajevo

## Svolgimento del viaggio

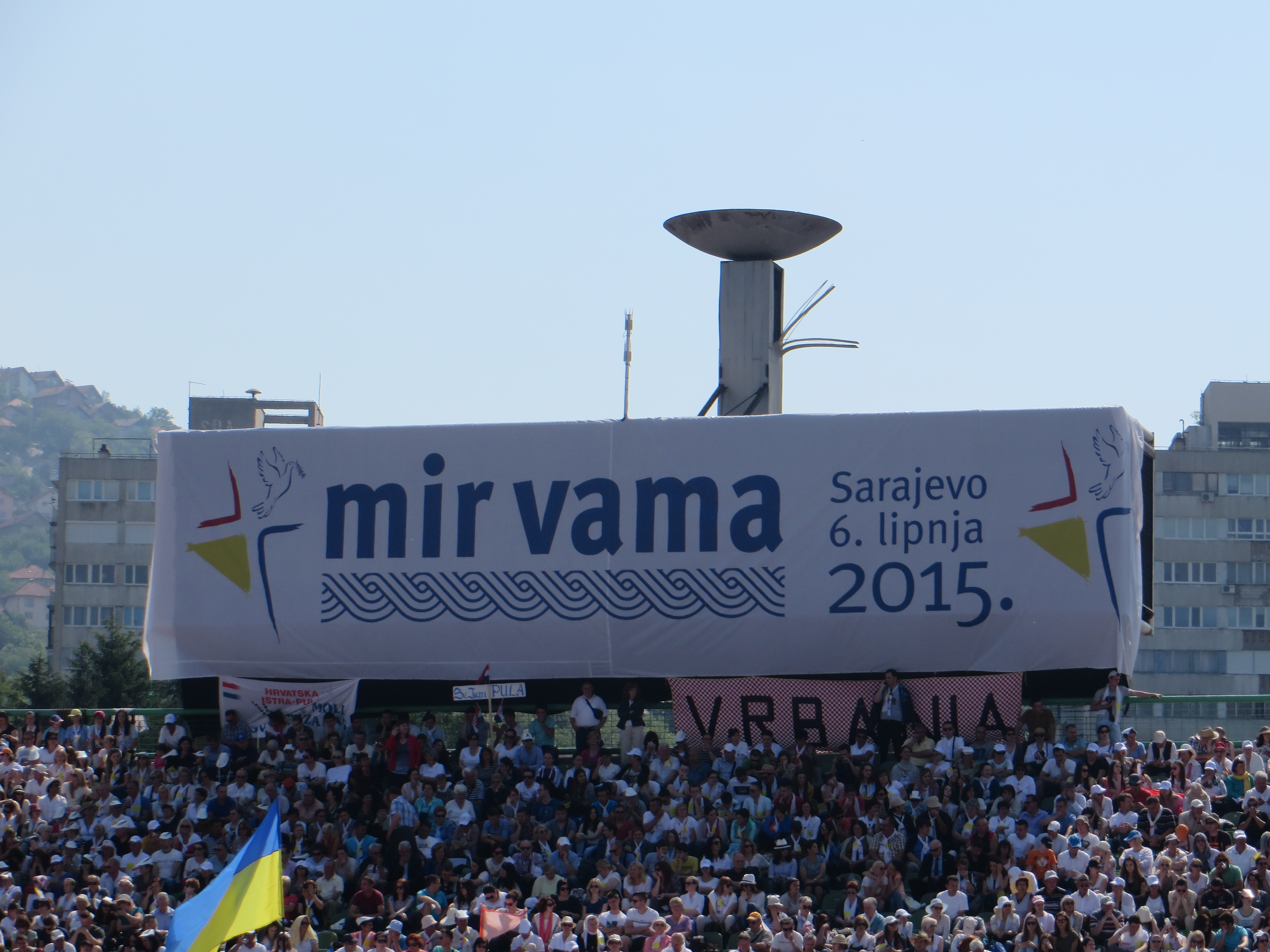
Logo della visita del Papa

Il papa è partito nella mattinata del 6 giugno dall'aeroporto di Roma/Fiumicino, arrivando circa un'ora e mezza dopo all'aeroporto internazionale di Sarajevo. Dopo l'accoglienza ufficiale all'aeroporto il papa si è recato al palazzo presidenziale di Sarajevo per la cerimonia di benvenuto, la visita di cortesia alla Presidenza e l'incontro con le autorità della Bosnia. Dopo l'incontro con le autorità il pontefice si è recato nello stadio Koševo per la celebrazione della santa messa. Al termine della celebrazione il papa ha pranzato alla nunziatura apostolica con i vescovi della Bosnia ed Erzegovina. Nel primo pomeriggio il santo padre si è recato in cattedrale per incontrare i sacerdoti, i religiose, le religiose e i seminaristi e, successivamente, al Centro internazionale studentesco francescano ha tenuto un incontro ecumenico ed interreligioso. In serata papa Francesco ha incontrato i giovani al centro diocesano "Giovanni Paolo II". Infine ha lasciato Sarajevo per far ritorno a Roma.